# Aplonobia carinati
Aplonobia carinati är en spindeldjursart som beskrevs av Meyer 1987. Aplonobia carinati ingår i släktet Aplonobia och familjen Tetranychidae. Inga underarter finns listade i Catalogue of Life.